# 직무집행명령
직무집행명령(職務執行命令 (執行職務命令; 履行職責)), Mandamus)이란 사인의 제기에 의해 재판소가 공행정기관에 대하여 자기(공행정기관)의 의무를 이행할 것을 발하는 명령으로 행정기관이 자신에 부과된 제정법상 공의무를 이행하지 않는 경우에 이의 이행을 강요하는 효과적인 수단이다. 직무집행명령은 무명항고소송 또는 법정외항고소송이다.

## 같이 보기
- 사법심사
- 행정법
- 인신보호청원